# Vandermondova matice
V lineární algebře se čtvercová matice nazývá Vandermondova matice, pokud má v každém řádku po sobě jdoucí členy geometrické posloupnosti počínaje jedničkou.  
Matice je pojmenovaná po francouzském matematiku Alexandru-Théophilovi Vandermondovi (1735-1796).
Vandermondova matice je regulární, právě když má různé řádky, a tedy i různé kvocienty odpovídajících posloupností.

## Definice
Vandermondova matice řádu {\displaystyle n} určená
uspořádanou {\displaystyle n}- ticí reálných čísel {\displaystyle (x_{1},x_{2},\ldots ,x_{n})} je:
{\displaystyle {\boldsymbol {V}}(x_{1},\dots ,x_{n})={\begin{pmatrix}1&x_{1}&x_{1}^{2}&\dots &x_{1}^{n-1}\\1&x_{2}&x_{2}^{2}&\dots &x_{2}^{n-1}\\\vdots &\vdots &\vdots &\ddots &\vdots \\1&x_{n-1}&x_{n-1}^{2}&\dots &x_{n-1}^{n-1}\\1&x_{n}&x_{n}^{2}&\dots &x_{n}^{n-1}\end{pmatrix}}}
s prvky {\displaystyle v_{ij}=x_{i}^{j-1}}
Vandermondovu matici lze obecněji definovat nad libovolným tělesem.

## Vlastnosti

### Vandermondův determinant
Determinant Vandermondovy matice se nazývá Vandermondův determinant a lze jej vyjádřit výrazem:
{\displaystyle \det {\boldsymbol {V}}(x_{1},\ldots ,x_{n})=\prod _{1\leq i<j\leq n}(x_{j}-x_{i})}

#### Důkaz
Důkaz využívá skutečnosti, že řádková ani sloupcová operace spočívající v přičtení skalárního násobku jiného řádku, resp. sloupce nemění determinant.
V prvním kroku je od každého sloupce (kromě prvního) 
odečten {\displaystyle x_{n}}-násobek předchozího sloupce. Odečítání jsou provedena tak, že se začne od posledních sloupců, aby se odečetl sloupec, který ještě nebyl změněn). Výsledná matice je: 
{\displaystyle {\begin{pmatrix}1&x_{1}-x_{n}&x_{1}(x_{1}-x_{n})&\dots &x_{1}^{n-2}(x_{1}-x_{n})\\1&x_{2}-x_{n}&x_{2}(x_{2}-x_{n})&\dots &x_{2}^{n-2}(x_{2}-x_{n})\\\vdots &\vdots &\vdots &\ddots &\vdots \\1&x_{n-1}-x_{n}&x_{n-1}(x_{n-1}-x_{n})&\dots &x_{n-1}^{n-2}(x_{n-1}-x_{n})\\1&0&0&\dots &0\\\end{pmatrix}}}
Laplaceův rozvoj podél posledního řádku 
sníží řád matice o 1. Následně lze z ostatních řádků vytknout členy {\displaystyle x_{n}-x_{i}}. Současné provedení těchto operací nezmění znaménko:
{\displaystyle \det({\boldsymbol {V}}(x_{1},\dots ,x_{n}))=(x_{n}-x_{1})(x_{n}-x_{2})\cdots (x_{n}-x_{n-1}){\begin{vmatrix}1&x_{1}&\dots &x_{1}^{n-2}\\1&x_{2}&\dots &x_{2}^{n-2}\\\vdots &\vdots &\ddots &\vdots \\1&x_{n-1}&\dots &x_{n-1}^{n-2}\\\end{vmatrix}}=\det({\boldsymbol {V}}(x_{1},\dots ,x_{n-1}))\prod _{1\leq i<n}(x_{n}-x_{i})}
Použitím matematické indukce na Vandermondovu matici {\displaystyle {\boldsymbol {V}}(x_{1},\dots ,x_{n-1})} dává požadované vyjádření {\displaystyle \det({\boldsymbol {V}}(x_{1},\dots ,x_{n}))} jako součin všech rozdílů {\displaystyle x_{j}-x_{i}}, kde {\displaystyle i<j}.

### Regularita Vandermondova determinantu
Z předchozí vlastnosti bezprostředně vyplývá, že Vandermondova matice je regulární, právě když hodnoty {\displaystyle x_{1},\ldots ,x_{n}} jsou navzájem různé.

### Numerické záležitosti
Při použití přirozené báze prostoru polynomů je Vandermondova matice velmi špatně podmíněna a související výpočty pomocí standardních metod v čase {\displaystyle O(n^{3})} jsou relativně pomalé. Pro polynomy se proto v numerických algoritmech volí jiné reprezentace, jak je uvedeno níže.

## Aplikace

### Proložení polynomu
Vandermondova matice se používá např. v případech, kdy je zadána množina {\displaystyle n} bodů o souřadnicích {\displaystyle (x_{1},y_{1}),(x_{2},y_{2}),\dots ,(x_{n},y_{n})} a je třeba určit polynom stupně nejvýše {\displaystyle n-1}, který jimi prochází. Koeficienty {\displaystyle a_{0},\dots ,a_{n-1}} hledaného polynomu 
{\displaystyle p(x)=a_{0}+a_{1}x+a_{x}x^{2}+\dots +a_{n-1}x^{n-1}}
jsou řešením následující soustavy lineárních rovnic:
{\displaystyle {\begin{pmatrix}1&x_{1}&x_{1}^{2}&\dots &x_{1}^{n-1}\\1&x_{2}&x_{2}^{2}&\dots &x_{2}^{n-1}\\1&x_{3}&x_{3}^{2}&\dots &x_{3}^{n-1}\\\vdots &\vdots &\vdots &\ddots &\vdots \\1&x_{n}&x_{n}^{2}&\dots &x_{n}^{n-1}\\\end{pmatrix}}\cdot {\begin{pmatrix}a_{0}\\a_{1}\\a_{2}\\\vdots \\a_{n-1}\\\end{pmatrix}}={\begin{pmatrix}y_{1}\\y_{2}\\y_{3}\\\vdots \\y_{n}\\\end{pmatrix}}}

### Diagonalizace doprovodné matice
Je-li {\displaystyle {\boldsymbol {C}}} doprovodná matice monického polynomu
{\displaystyle p(x)=\prod _{i=1}^{n}(x-x_{i})=b_{0}+b_{1}x+\ldots +b_{n-1}x^{n-1}+x^{n}} ,
vyjádřeného v různých bodech {\displaystyle x_{1},\ldots ,x_{n}}, potom Vandermondova matice {\displaystyle {\boldsymbol {V}}={\boldsymbol {V}}(x_{1},\ldots ,x_{n})}diagonalizuje {\displaystyle {\boldsymbol {C}}}, neboť platí:
{\displaystyle {\boldsymbol {VCV}}^{-1}={\rm {diag}}(x_{1},\dots ,x_{n})} .

### Diskrétní Fourierova transformace
Provedení diskrétní Fourierovy transformace (i její inverze) lze zapsat jako součin vstupního vektoru délky {\displaystyle n} s konkrétní komplexní Vandermondovou maticí řádu {\displaystyle n}. Hodnoty {\displaystyle x_{i}} v definici Vandermondovy matice jsou komplexní odmocniny z 1. Diskrétní Fourierova transformace pak efektivně počítá hodnoty {\displaystyle y_{i}} jako hodnoty polynomu s (komplexními) koeficienty {\displaystyle a_{0},\dots ,a_{n-1}} v bodech {\displaystyle x_{i}=\omega _{n}^{i-1}}, kde 
{\displaystyle \omega _{n}} je zvolená {\displaystyle n}-tá primitivní odmocnina z 1 a {\displaystyle i\in \{1,\dots ,n\}}.

### Polynomická regrese
Ve statistice rovnice {\displaystyle {\boldsymbol {Va}}={\boldsymbol {y}}} znamená, že Vandermondova matice {\displaystyle {\boldsymbol {V}}} je regresní maticí polynomické regrese .